# Ryan’s World
Ryan’s World ist ein YouTube-Kanal. Auf ihm stellt Ryan Kaji (geb. 2011) jeden Tag in einem Video ein neues Spielzeug vor und bewertet es. Der Kanal wurde 2015 als Ryan ToysReview gegründet.
Seine Huge Eggs Surprise Toys Challenge wurde bislang 1,97 Milliarden Mal gesehen (Stand: 20. Februar 2020) und ist in der Liste der meistaufgerufenen YouTube-Videos auf Platz 42 (Stand: 20. Februar 2020).
Nach Untersuchungen des Magazins Forbes lag Ryan Kaji in der Liste der bestverdienenden YouTube-Unternehmer in den Jahren 2016 und 2017 auf Rang 8 mit einem geschätzten Einkommen von 11 Millionen US-Dollar. Im Jahr 2018 rückte er mit 22 Millionen US-Dollar Einkommen auf den ersten Rang vor, den er auch 2019 mit auf 26 Millionen US-Dollar gesteigerten Einnahmen beibehielt.
Auch 2020 war Ryan nach einer Auswertung des Wirtschaftsmagazins „Forbes“ der bestverdienende YouTuber. Dem Magazin zufolge habe Ryan 2020 mit seinen Videos knapp 30 Millionen US-Dollar verdient.